# Milagros García i Bonafé
Milagros García i Bonafé, també coneguda com a Mila García (Carlet, Ribera Alta, 23 de desembre de 1941) és una pedagoga i promotora de l'esport.
Formada com a professora d'educació física i esport, jugà al voleibol durant la seva joventut. Durant la primera meitat dels setanta va exercir de professora d'educació física a Alcoi, València i Barcelona, on es traslladà l'any 1971. Creà el Col·legi Professional de Llicenciats en Educació Física de Catalunya i fou secretària d'esport i lleure al Congrés de Cultura Catalana entre 1975 i 1976. L'any 1980 comença a treballar com a professora de l'INEFC, on ha realitzat estudis sobre el paper de la dona en l'esport fins a la seva jubilació. Entre d'altres obres, ha publicat La coeducació en l'educació física (1995), Activitats físiques per a adults: manual de la dona: surt, i mou-te (2003), així com va dirigir la revista especialitzada Apunts. Educació Física i Esports. Junt amb Consuelo Asins, creà el Grup d'Estudis Dona i Esport (1992) i també organitzà les Jornades sobre Dones i Esport (1989).
L'any 2009 va rebre la medalla de bronze del Reial Orde del Mèrit Esportiu, i, l'any següent, el Premi Dona i Esport.